# 不可接觸 (搞笑組合)
不可接觸（アンタッチャブル；UNTOUCHABLE）是日本雙人搞笑組合，由山崎弘也（裝傻擔當）柴田英嗣（吐槽擔當）兩人組成。所屬經紀公司是人力舍。2004年M-1大賽王者。
2010年2月－2011年1月，由於需要休養身體以及女性問題，柴田宣布停止藝能活動一年。一年後柴田雖然重返藝能界，但兩人仍傾向於個人活動。兩人的團體活動，至2019年才重新開始。

## 関連項目
- 伊集院光

## 外部連結
- 官方網站